# Mika Mylläri
Mika Mylläri (* 17. Juni 1966 in Kokkola) ist ein finnischer Jazztrompeter.
Mylläri studierte bis 1986 an der Jazz-Abteilung der Sibelius-Akademie, anschließend bis 1991 Jazz-Komposition bei Jukka Linkola. Seitdem spielte er in Bands wie Espoo Big Band; außerdem lebte er mehrere Jahre in Paris und London. Als freischaffender Musiker arbeitete er mit der UMO Big Band und der Bigband Zone, ferner mit Ed Jones, Geoff Gascoyne, Orphy Robinson und Jonathan Gee. 1990 gründete er ein eigenes Quintett, für das er auch Kompositionen schrieb. 1992 legte er das Album Heritages vor, an dem Ari-Pekka Anttila, Marko Timonen, Kirmo Lintinen und Jari Perkiömäki mitgewirkt hatten. Er war im Bereich des Jazz von 1986 bis 2010 an zwölf Aufnahmesessions beteiligt. Mylläri lebt in Helsinki. Mylläri wirkte auch an mehreren Filmmusiken wie Zombie und die Geisterbahn (1991, Regie Mika Kaurismäki) mit.